# Gnadenhutten
Gnadenhutten és una població dels Estats Units a l'estat d'Ohio. Segons el cens del 2000 tenia 1.280 habitants.

## Demografia
Segons el cens del 2000, Gnadenhutten tenia 1.280 habitants, 513 habitatges, i 377 famílies. La densitat de població era de 494,2 habitants per km².
Dels 513 habitatges en un 30,4% hi vivien nens de menys de 18 anys, en un 62,8% hi vivien parelles casades, en un 7,6% dones solteres, i en un 26,5% no eren unitats familiars. En el 24,2% dels habitatges hi vivien persones soles el 14,6% de les quals corresponia a persones de 65 anys o més que vivien soles. El nombre mitjà de persones vivint en cada habitatge era de 2,49 i el nombre mitjà de persones que vivien en cada família era de 2,94.
Per edats la població es repartia de la següent manera: un 23,8% tenia menys de 18 anys, un 8,9% entre 18 i 24, un 26,5% entre 25 i 44, un 21,5% de 45 a 60 i un 19,4% 65 anys o més.
L'edat mediana era de 39 anys. Per cada 100 dones de 18 o més anys hi havia 83,8 homes.
La renda mediana per habitatge era de 34.286 $ i la renda mediana per família de 38.000 $. Els homes tenien una renda mediana de 32.026 $ mentre que les dones 20.526 $. La renda per capita de la població era de 15.961 $. Aproximadament el 9,3% de les famílies i el 8,8% de la població estaven per davall del llindar de pobresa.

## Poblacions més properes
El següent diagrama mostra les poblacions més properes.